# The Movie Database
The Movie Database (em português; O Banco de Dados de Filmes), mais conhecido pela sigla TMDb, é uma base de dados gratuita e de código aberto, sobre filmes, seriados (streaming, televisivas, cinematográficas) e profissionais audiovisual, criada por Travis Bell em 2008. É atualizada constantemente através do apoio da comunidade.
Inicialmente, era apenas uma base de dados sobre filmes, mas em 2013 foi adicionada à seção de séries e posteriormente foi adicionada detalhes sobre atores e equipe técnica de filmes e séries.

## História
Originalmente, começou como um projeto paralelo para ajudar os utilizadores de fan art de alta resolução para o Kodi (anteriormente XBMC), partilhando ficheiros compactados em formato zip. Devido à dificuldade de partilhar desta forma, Bell criou uma base de dados de código aberto para que os utilizadores individuais pudessem adicionar e contribuir com conteúdo por conta própria.
O site tem, desde então, adquirido maior uso por ser um dos principais fornecedores de dados para uma série de outros serviços, incluindo Plex, Letterboxd, SeriesGuide, Cinematics: The Movie Guide, entre muitos outros.

## Dados
Desde 2008, todos os dados e imagens foram contribuídos pelos utilizadores, com o site processando normalmente mais de 12 mil edições ao dia; e essas contribuições são controladas por um grupo de moderadores voluntários. A partir de outubro de 2016, o site contém cerca de 300 mil filmes; e continua a crescer.

## Idiomas
Os dados do TMDb podem ser traduzidos para qualquer idioma, uma vez que os utilizadores optam por contribuir com isso. Os idiomas do site disponíveis são inglês, alemão, francês, grego, espanhol, português, romeno, chinês, entre outros.

## API
As entidades não comerciais ganham acesso livre à Application Programming Interface (API) do TMDb, permitindo o acesso a todos os dados em todos os idiomas suportados. Os utilizadores do TMDb são conhecidos por contribuir Software Development Kits (SDKs) de desenvolvimento de software, o que facilita a integração com o TMDb.

## Comparações
Ao contrário do site comercial similar IMDb (propriedade da empresa norte-americana Amazon.com), que cobra grandes taxas anuais para que os clientes usem os seus dado, o TMDb possui código aberto, o que significa que muitos sites de cinema e TV podem aceder e usar os seus dados, incluindo utilizadores individuais de software de gerenciamento de mídia, como Plex, Kodi e outros.
O TMDb ganhou grande interesse quando, no final de fevereiro de 2017, o IMDb deu cerca de duas semanas de antecedência para a remoção completa da funcionalidade de discussões do seu site, incluindo todos os dados históricos de postagens. Após a remoção, um grande número de utilizadores de mensagens encontrou o TMDb, enquanto o programador chefe Bell imediatamente incorporou a funcionalidade de discussões no site para cada campo (filme, séries de TV / episódio, empresa, pessoa) para ajudar rapidamente os utilizadores a continuar a conversar sobre filmes e assuntos relacionados à televisão.